# Eupithecia magnipuncta
Eupithecia magnipuncta es una especie de polilla de la familia Geometridae. La especie fue descrita por primera vez por William Warren habiendo sido descrita en 1904, con distribución en Bolivia. El holotipo de la especie, un espécimen macho, fue descrita en los alrededores de Charaplaya, a una altitud de 1300 metros (4265,1 pies).

## Descripción
El ala anterior es color oliva parduzco, con bandas ocres, con una línea submarginal en zigzag, color ocre. Las alas posteriores son de color gris oliva oscuro, más pálido a lo largo del margen costal. Cuentan con una ligera mancha celular negra y una línea submarginal ondulada pálida.